# Orthos gabina
Orthos gabina är en fjärilsart som beskrevs av Frederick DuCane Godman 1908. Orthos gabina ingår i släktet Orthos och familjen tjockhuvuden. Inga underarter finns listade i Catalogue of Life.